# 繊細
繊細（せんさい）とはものの形が細くて小さくかつ優美である様子、転じて感情などが細やかな様子を表す。ブレーズ・パスカルは自著『パンセ』において物心二元論を唱えるデカルトを批判する際に人間には二つの精神があるとし、哲学において真に重要な精神は二つの内、日常生活の様々な事柄を微妙な心情の動きに基づいて情感的かつ繊細に感じ取り自らを高めていく繊細の精神であり、残るもう一方であるデカルト達の思想は一切の事柄を定義し理論立てていく幾何学的精神は哲学の思考においても日常生活においても役に立たないと主張した。